# Ljudemisl
 (mars 2025).
 (décembre 2023).
Ljudemisl était l'oncle du duc Borna de la Croatie dalmate et selon certaines sources[Lesquelles ?], le knèze de la Croatie dalmate.
Selon certaines opinions[Lesquelles ?], après le bref règne de Vladislav, Ljudemisl l'aurait succédé en 823. Quand Ljudevit Posavski s'est réfugié chez lui, celui-ci l'a fait torturer et exécuter.
Dans le "Catalogue des princes et rois de Dalmatie et de Croatie", Ljudemisl est mentionné comme duc (dux), et les Annales Fuldenses indiquent que Ljudevit a fui devant le prince Ljudemisl en Dalmatie. Certains[Qui ?] en concluent que Ljudemisl aurait gouverné uniquement la Dalmatie, mais pas la Liburnie ni la Gacka.

## Sources
- Annales regni Francorum inde ab a.741 usque ad a.829, qui dicuntur Annales Laurissenses maiores et Einhardi . Publié par Friedrich Kurze. XX et 204 S. 8°. en 1895 Réimpression en 1950.